# Wien Air Alaska
Wien Air Alaska wurde aus Northern Consolidated Airlines und Wien Alaska Airways gegründet. Die Fluggesellschaft war die erste in Alaska und eine der ersten der USA.
Die Fluggesellschaft wurde 1927 von Noel Wien (1899–1977) in Nome (Alaska) gegründet. Wien Air Alaska bediente mehr Flughäfen als jede andere Fluggesellschaft, ausgenommen Aeroflot. Ihre Hauptdrehkreuze waren in Anchorage und Seattle. 

## Namen
- 1927 – 1930: Wien Alaska Airways
- 1930: Northern Air Transport
- 1930 – 194?: Wien Alaska Airways
- 194? – 196?: Wien Alaska Airlines
- 196? – April 1968: Wien Air Alaska
- 1968 – 1974: Wien Consolidated April
- 1974 – 1984: Wien Air Alaska
- 1985: Wien Airlines

## Flotte
1920er Jahre
- Fokker F.III (von Noel Wien in der Fairbanks Airplane Company geflogen)
- Standard J-1
- Stearman C3
- Stinson SB-1 Detroiter

1930er Jahre
- Bellanca
- Ford Trimotor
- Fokker Universal
- Stinson Junior

1940er Jahre
- Bellanca Skyrocket
- Boeing 247
- Cessna 165 Airmaster
- Curtiss C-46
- Douglas DC-3
- Fairchild Pilgrim
- Noorduyn Norseman
- Republic Seabee
- Stinson SR-9 Gull Wing
- Travelair 6000

1950er Jahre
- Beech 18
- Cessna 170, 180, 195
- Curtiss C-46
- Douglas DC-3
- Noorduyn Norseman

1960er und 1970er Jahre
- Beech 18
- Boeing 737
- Cessna 185
- Curtiss C-46
- de Havilland Canada DHC-2 Beaver
- de Havilland Canada DHC-6 Twin Otter
- Douglas DC-3
- Douglas DC-4
- Fairchild C-82
- Fokker F-27
- Lockheed L.749 Constellation
- Pilatus PC-6
- Short S.C.7 Skyvan

1980er Jahre
- Boeing 727
- Boeing 737
- Douglas DC-8 Frachtflugzeug, von UPS Airlines gemietet

## Trivia
Wien Air Alaska war die zweitälteste Fluggesellschaft der USA und zugleich die erste Fluggesellschaft, die eine Boeing 737-200C (C für Convertible) in Betrieb nahm.